# Elecciones generales de Perú de 1931
Las elecciones generales de Perú de 1931 se realizaron el 11 de octubre de 1931 para elegir al Presidente de la República y a los 145 representantes al Congreso Constituyente para el periodo 1931-1936.

## Desarrollo
Gobernaba entonces el Perú la Junta Nacional de Gobierno, presidida por David Samanez Ocampo e instalada el 11 de marzo de 1931, en medio de una crisis política, económica y social. Su principal labor fue convocar a elecciones generales para Presidente de la República y Congreso Constituyente; este último estaría formado por 145 representantes, 115 de mayoría y 30 por minoría, debiendo luego transformarse en el Poder Legislativo una vez cumplida su misión de dar la nueva Constitución.
Se presentaron los siguientes candidatos presidenciales:
- El comandante Luis Miguel Sánchez Cerro, lanzado por un nuevo partido por él formado, la Unión Revolucionaria, y apoyado por elementos conservadores.[3]
- El antiguo líder estudiantil Víctor Raúl Haya de la Torre, por el Partido Aprista, fundado por él mismo durante su exilio, organización que emergía entonces con gran apoyo popular, especialmente en la costa norte del país.[4]
- El doctor José María de la Jara y Ureta, jurista y diplomático, cuya postulación fue impulsada a último momento, para lograr una candidatura de unidad nacional. Lo respaldaban un conglomerado de partidos centristas: el Partido Descentralista, el Partido Demócrata, el Partido Liberal, la Acción Republicana y la Unión Nacional. De la Jara se hallaba entonces como ministro plenipotenciario en Brasil y si bien aceptó candidatear, permaneció en dicho país y envió a Luis Fernán Cisneros para que le hiciera propaganda.[5]
- El doctor Arturo Osores Cabrera, veterano político que había combatido tenazmente el gobierno de Augusto Leguía; su candidatura fue lanzada por los grupos denominados Coalición Nacional y el Partido Laboralista del Perú. Le apoyó a través de la prensa el periodista Federico More.[6]

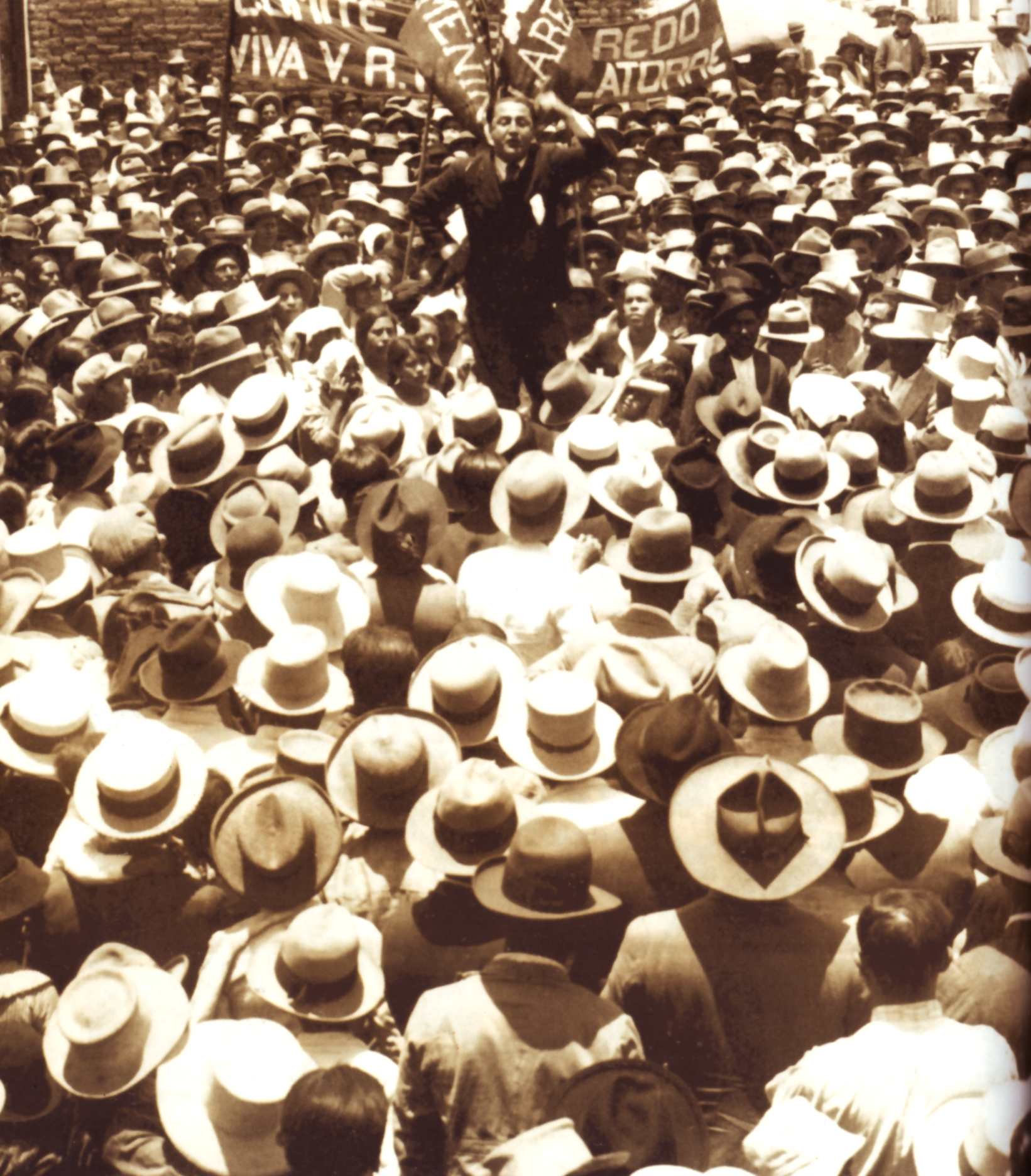
Víctor Raúl Haya de la Torre, líder del partido aprista, arengando a los campesinos de la Hacienda Laredo, durante la campaña electoral de 1931.

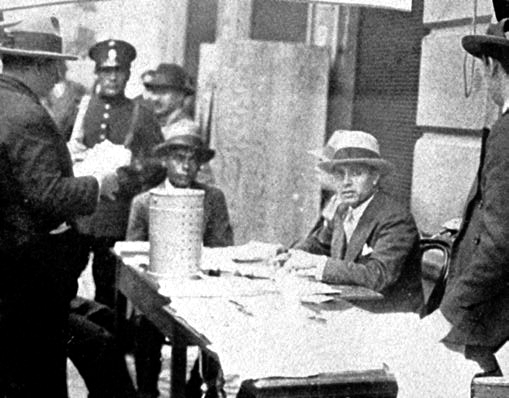
Una de las mesas encargadas de la recolección de votos, en Lima.

La lucha electoral se circunscribió entre Sánchez Cerro y Haya de la Torre. Sánchez Cerro era el caudillo militar que había derribado a Leguía en 1930, con todo el prestigio que ello significaba. Contaba con el apoyo de ambos extremos de la sociedad: la oligarquía y las clases más empobrecidas. Haya de la Torre era recordado como el líder estudiantil de los años 1920, que había sido desterrado por Leguía. Contaba con 36 años, apenas uno por encima del límite legal para postular a la presidencia. En el corto tiempo que duró la campaña electoral, tuvo que hacer un formidable esfuerzo para proyectar su imagen en todo el país, y dar a conocer sus ideas. La ideología del APRA, partido que por primera vez irrumpió en la vida política peruana, era entonces antiimperialista y antioligárquica. Contaba con el apoyo de las clases medias y la avanzada del proletariado: los trabajadores industriales y agroindustriales.
La campaña electoral, polarizada entre estos dos candidatos principales, no estuvo exenta de violencia. La Junta de Gobierno prometió dar la más amplia libertad durante todo el proceso, procediendo con energía para detener los desbordes.
Realizados los escrutinios, el Jurado Nacional de Elecciones proclamó presidente electo a Sánchez Cerro, que obtuvo 152 149 votos. Haya de la Torre obtuvo 106 088; La Jara, 21 950; y Osores, 19 640.
Los apristas rechazaron el resultado electoral, alegando maniobras fraudulentas para arrebatarles votos y comenzaron a realizar protestas en diversas ciudades del país. Pero el presidente Samanez Ocampo se mantuvo firme en hacer respetar los resultados oficiales.
Sánchez Cerro asumió la presidencia el 8 de diciembre de 1931, el mismo día en que se instaló el Congreso Constituyente, pero no llegaría a cumplir su periodo presidencial, ya que fue herido de muerte en el Hipódromo de Santa Beatriz (actualmente el Campo de Marte) por Abelardo Mendoza Leyva, exmiembro del Partido Aprista, el 30 de abril de 1933.

## Resultados
|  | 50.75 % |

|  | 35.38 % |

|  | 7.32 % |

|  | 6.55 % |